# Morungaba
Morungaba este un oraș în São Paulo (SP), Brazilia.